# Guérande

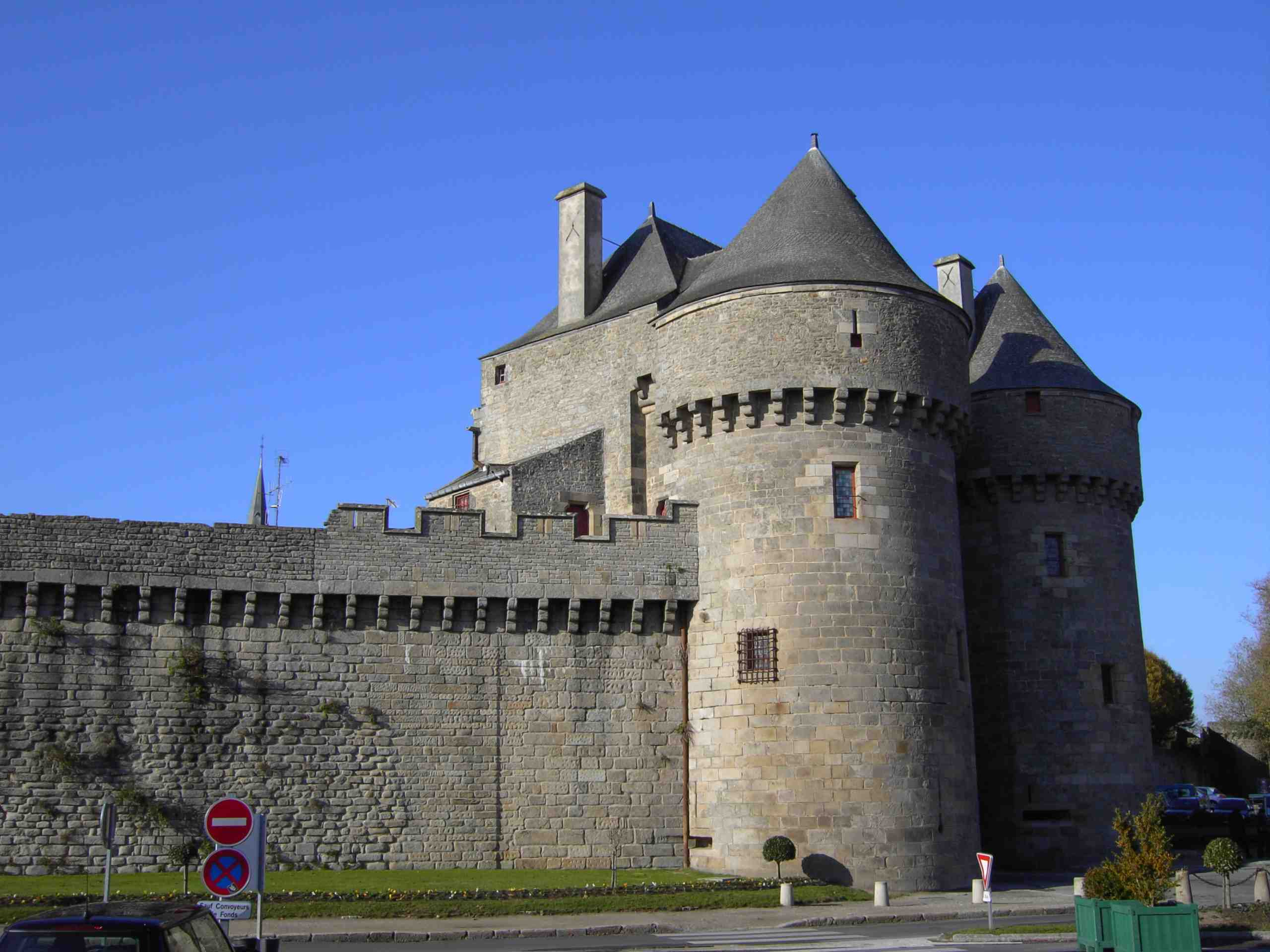
Poort van Guérande

Guérande is een Franse stad in Pays de la Loire, departement Loire-Atlantique. De middeleeuwse stad wordt omringd door zijn ruim 1,4 km lange versterkingsmuren. Guérande is bekend om zijn monumenten en om de omringende zoutmoerassen die zich uitstrekken over meer dan 2000 ha en die gebruikt worden voor de zoutwinning. De gemeente telde 16.684 inwoners op 1 januari 2022.

## Geografie
De oppervlakte van Guérande bedroeg op 1 januari 2022 81,44 vierkante kilometer; de bevolkingsdichtheid was toen 204,9 inwoners per km².

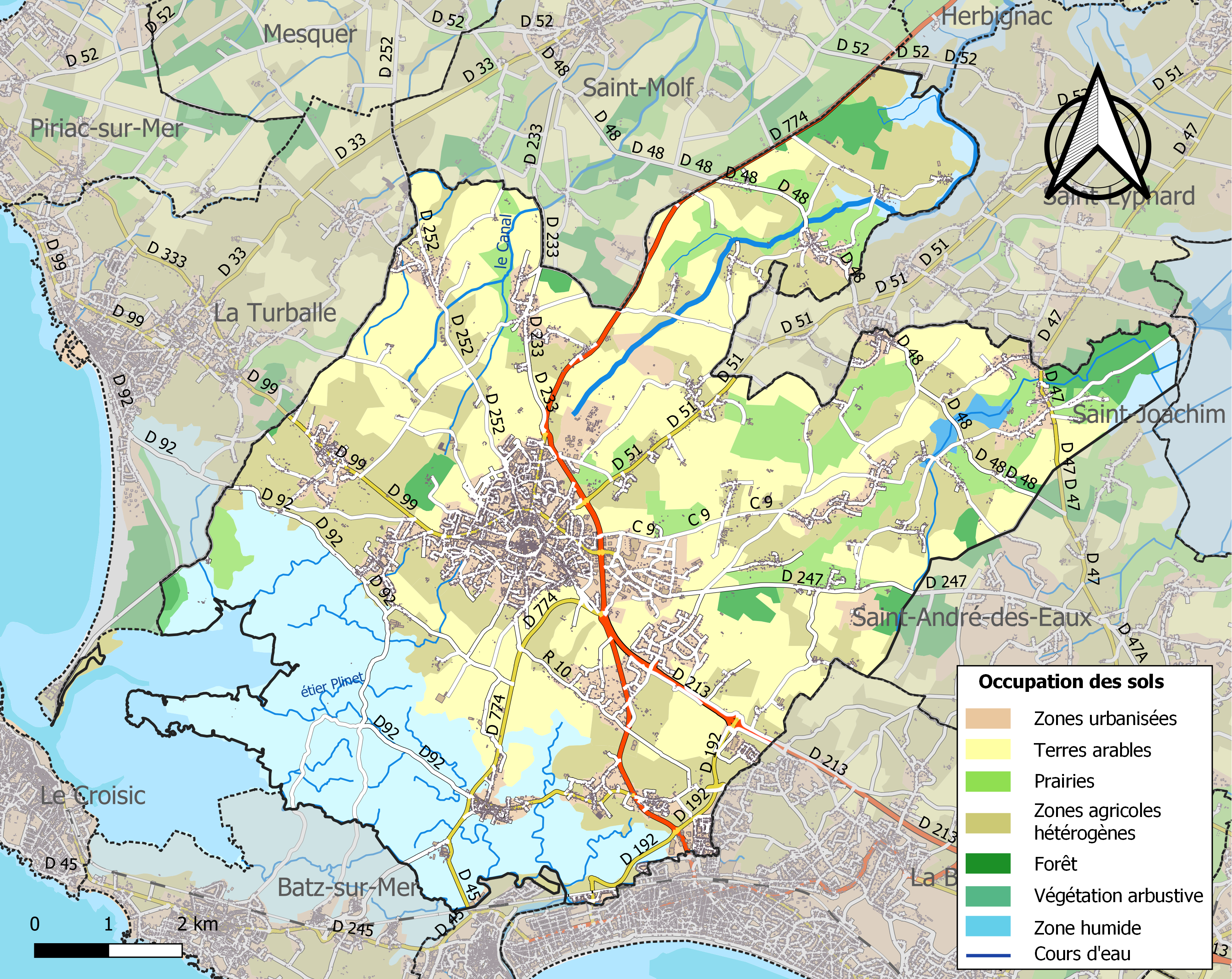
Kaart van de gemeente met de belangrijkste infrastructuur, bodemgebruik en omliggende gemeenten

## Demografie
Onderstaande figuur toont het verloop van het inwonertal (bron: INSEE-tellingen).

## Geboren
- Yves Loday (1955), zeiler

## Overleden
- Charles de Coux (1787-1864) econoom